# Diahogna hildegardae
Diahogna hildegardae là một loài nhện trong họ Lycosidae.
Loài này thuộc chi Diahogna. Diahogna hildegardae được Volker W. Framenau miêu tả năm 2006.